# Гоффман, Георг
Георг Гоффман (англ. Georg Hoffmann; 1880 — 1947) — немецкий пловец и прыгун в воду, двукратный серебряный призёр летних Олимпийских игр 1904.
На Играх 1904 в Сент-Луисе Гоффман соревновался в двух водных видах спорта. В плавании он занял второе место в гонке на 100 ярдов на спине; также он занял четвёртую позицию в заплыве на 440 ярдов брассом. В прыжках в воду Гоффман выиграл серебряную медаль в прыжке с платформы.
Через два года Гоффман принял участие в неофициальных летних Олимпийских играх 1906 в Афинах, но уже только в прыжках в воду. В единственной дисциплине прыжок с 10-метровой вышки он занял второе место и выиграл серебряную награду, но Международный олимпийский комитет не признаёт её как официальную так как Игры были проведены без его соглашения.